# Amphinema (schimmelgeslacht)
Amphinema is een geslacht van schimmels behorend tot de familie Atheliaceae. De typesoort is Amphinema sordescens, maar later is deze hernoemd naar Amphinema byssoides.

## Soorten
Volgens Index Fungorum bevat het geslacht vier soorten (peildatum augustus 2023):
| Soortnaam                              | Auteur(s)               | Publicatiejaar |
| -------------------------------------- | ----------------------- | -------------- |
| Amphinema angustispora                 | P. Roberts              | 2001           |
| Amphinema arachispora                  | Burds. & Nakasone       | 1981           |
| Amphinema byssoides (Harige vlieszwam) | (Pers.) J. Erikss.      | 1958           |
| Amphinema diadema                      | K.H. Larss. & Hjortstam | 1986           |